# Siboglinidae
 (novembre 2011).
Si vous disposez d'ouvrages ou d'articles de référence ou si vous connaissez des sites web de qualité traitant du thème abordé ici, merci de compléter l'article en donnant les références utiles à sa vérifiabilité et en les liant à la section « Notes et références ».
Famille
Les Siboglinidae ou Pogonophores (littéralement « porteurs de barbes », du grec pogonos, « barbe » et phore « porteur ») sont une famille de vers annélides polychètes sédentaires. Elle a été découverte par Caullery en 1914.
Certaines sources[réf. nécessaire] semblent considérer que l'embranchement ou classe des Pogonophora est désuet et considèrent ce groupe d'animaux comme la famille des Siboglinidae. D'autres sources considèrent les deux taxons indépendants. D'autres sources encore placent les Siboglinidae sous les Pogonophora.

## Description

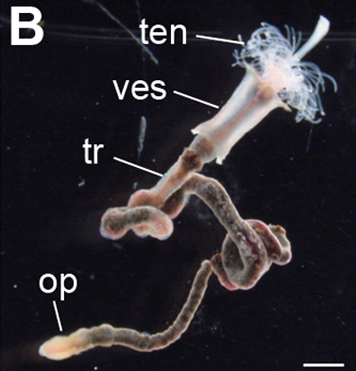
Anatomie de Lamellibrachia satsuma.

Les Siboglinidae sont des animaux bilatériens protostomiens.
Le corps est composé de 3 régions distinctes :
- le protosome, court segment qui porte plusieurs tentacules ;
- un grand mésosome ;
- et un long métasome.

## Écologie et répartition
Les siboglinidés se trouvent dans les grands fonds marins (les premiers ont été découverts sur les fumeurs noirs de la dorsale des îles Galápagos en 1977 par le sous-marin de recherche ALVIN, par 2 630 mètres de fond) et sont typiques des cheminées hydrothermales ou des suintements froids.
Ils vivent sur la plaine abyssale à proximité immédiate d'une source hydrothermale ou d'un suintement froid. Leur couleur rouge est due à la présence d'hémoglobine, nécessaire au transport du dioxygène et peut-être au transport du sulfure d'hydrogène (source d'énergie) vers les bactéries endosymbiotiques chimiolithoautotrophes se trouvant dans un organe spécialisé du ver, le trophosome. L'oxydation du sulfure d'hydrogène constitue la source d'énergie pour les bactéries, et donc pour le ver qui en dépend entièrement. La source d'électrons nécessaires à la réduction du CO2 (qui est la source de carbone, les nitrates étant supposés être la principale source d'azote) proviendrait également d'une molécule inorganique (laquelle ?). Ces bactéries sont donc chimiolithoautotrophes, à source d'énergie inorganique. Il faut le préciser, car le préfixe chimio-, censé préciser la nature chimique par opposition à la nature lumineuse de la source, est ambigu puisqu'il désigne aussi les métabolismes à source d'énergie chimique organique. Ces Polychètes sont dépourvus de système digestif, le trophosome s'y substituant entièrement.

## Liste des genres
Selon World Register of Marine Species (18 février 2016) :
- genre Alaysia Southward, 1991
- genre Arcovestia Southward & Galkin, 1997
- genre Birsteinia Ivanov, 1952
- genre Bobmarleya Hilario & Cunha, 2008
- genre Choanophorus Bubko, 1965
- genre Crassibrachia Southward, 1968
- genre Cyclobrachia Ivanov, 1960
- genre Diplobrachia Ivanov, 1960
- genre Escarpia Jones, 1985
- genre Galathealinum Kirkegaard, 1956
- genre Heptabrachia Ivanov, 1952
- genre Lamellibrachia Webb, 1969
- genre Lamellisabella Uschakov, 1933
- genre Nereilinum Ivanov, 1961
- genre Oasisia Jones, 1985
- genre Oligobrachia Ivanov, 1957
- genre Osedax Rouse, Goffredi & Vrijenhoek, 2004
- genre Paraescarpia Southward, Schulze & Tunnicliffe, 2002
- genre Polarsternium Smirnov, 1999
- genre Polybrachia Ivanov, 1952
- genre Ridgeia Jones, 1985
- genre Riftia Jones, 1981
- genre Sclerolinum Southward, 1961
- genre Seepiophila Gardiner, McMullin & Fisher, 2001
- genre Siboglinoides Ivanov, 1961
- genre Siboglinum Caullery, 1914
- genre Siphonobrachia Nielsen, 1965
- genre Spirobrachia Ivanov, 1952
- genre Tevnia Jones, 1985
- genre Unibrachium Southward, 1972
- genre Volvobrachia Smirnov, 2000
- genre Zenkevitchiana Ivanov, 1957

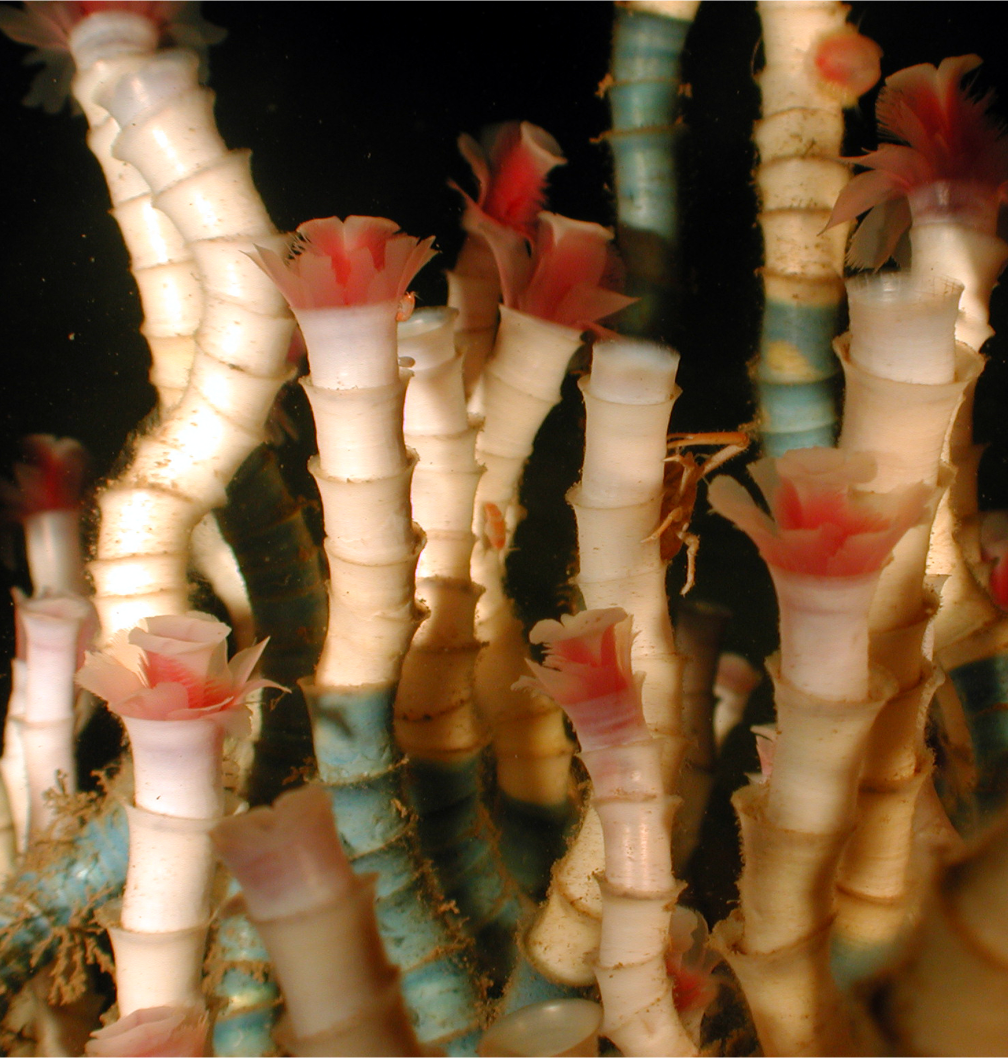
Lamellibrachia luymesi
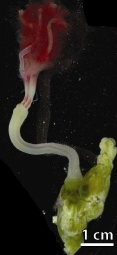
Osedax rubiplumus
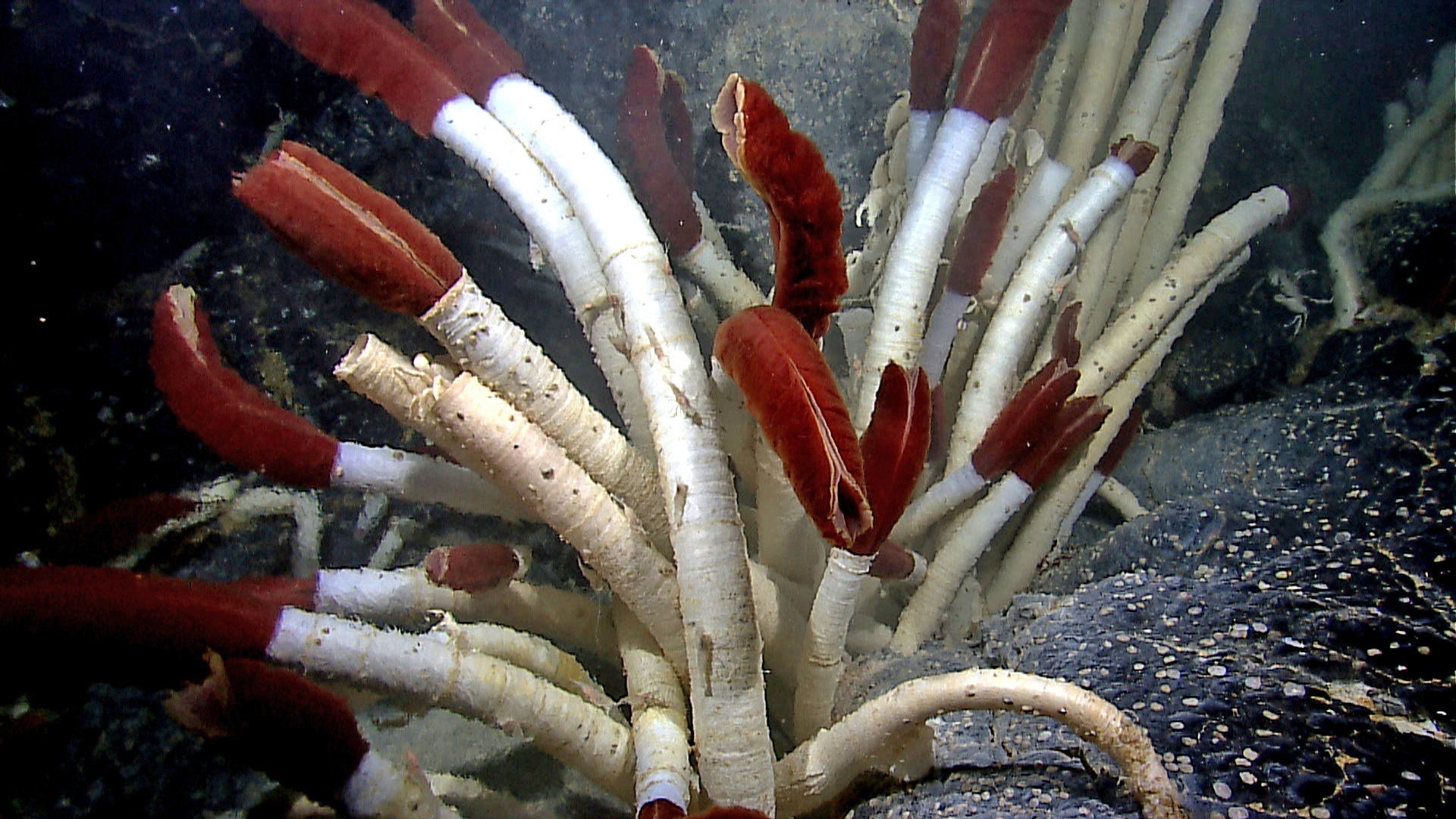
Riftia pachyptila